# نونا جريشايفا
نونا جريشايفا (بالروسية: Нонна Валентиновна Гришаева، ولدت في 21 يوليو 1971) هي ممثلة روسية في المسرح والسينما والتلفزيون، ومحاكية ساخرة رئيسية، ومقدمة برامج تلفزيونية ومغنية. حاصلة على فنانة روسيا الفخرية (2006).

## السيرة الشخصية
تعيش وتعمل في موسكو. كانت جدتها للأمها فالنتينا ليونيدوفنا خارتواري-جيلفيتش، وهي ابنة ليونيد إجناتيفيتش جيلفيتش وألكسندرا نيكولايفنا هارتولياري (عائلة نبيلة من هارتولاري من أصول يونانية بيزنطية).
تزوجت مرتين ولديها طفلان، لديها ابنة هي أناستاسيا ديوروفا (ولدت عام 1996، والدها هو زوجها السابق أنطون ديوروف) وابنها إيليا نيستيروف (من مواليد 2006، والدها هو زوجها الحالي ألكسندر نيستيروف).